# Камполонго Мађоре Гоби (Венеција)
Камполонго Мађоре Гоби (итал. Campolongo Maggiore Gobbi) је насеље у Италији у округу Венеција, региону Венето.
Према процени из 2011. у насељу је живело 16 становника. Насеље се налази на надморској висини од 2 м.